# Pewsey
Pewsey är en ort och civil parish i Storbritannien.   Den ligger i grevskapet Wiltshire och riksdelen England, i den södra delen av landet, 120 km väster om huvudstaden London. Pewsey ligger 115 meter över havet och antalet invånare är 3 309.
Terrängen runt Pewsey är huvudsakligen platt. Pewsey ligger nere i en dal. Runt Pewsey är det ganska tätbefolkat, med 116 invånare per kvadratkilometer. Närmaste större samhälle är Devizes, 15,9 km väster om Pewsey. Trakten runt Pewsey består till största delen av jordbruksmark.